# Liste des conseillers départementaux de la Somme (2015-2021)
Les 46 conseillers départementaux de la Somme sont élus pour la première fois les 22 et 29 mars 2015. Laurent Somon est élu le 2 avril 2015 premier président du conseil départemental, qui succède au conseil général.

## Exécutif départemental

### Président
Stéphane Haussoulier (LR)est né le 21 août 1968.  Il est élu  au conseil municipal en 1995 puis maire de Saint-Valery-sur-Somme en 2001 et est réélu en 2008 et 2014, ce qui lui permet de prendre la présidence de la Communauté de communes Baie de Somme Sud, alors nouvellement créée en 1998. Il est également l'assistant parlementaire d'Alain Gest jusqu'en 1997. En 2015, il est élu en binôme avec Sabrina Holleville-Milhat, sur le canton d'Abbeville-2. Il est chargé  du développement territorial local et de la protection de l'environnement. Il est  par ailleurs président du  Syndicat Mixte Baie de Somme - Grand Littoral Picard.
En 2017, à la suite de la fusion de son intercommunalité, il devient vice-président au sein de la Communauté d'agglomération de la Baie de Somme.
Il devient président du conseil départemental à la suite de l'élection en tant que sénateur de Laurent Somon et se voit dans l'obligation de démissionner de sa fonction de maire tout en restant élu au sein de la ville et de l'intercommunalité.

### 1revice-présidente
Christelle Hiver(UDI) est née le 24 janvier 1973. Elle est  maire  de Doullens, depuis les élections municipales de 2020 ainsi que présidente  de la Communauté de communes du Territoire Nord Picardie. Elle est élue sur le canton Doullens avec Laurent Somon. Elle est chargée des finances et du personnel départemental.

### 2evice-président
Marc Dewaele(UDI) est né le 5 avril 1956. Agriculteur de profession, il est dans un premier temps maire de Lachapelle de 2001 à 2014 puis conseiller municipal de Poix-de-Picardie de 2014 à 2020. Il est élu sur le canton de Poix-de-Picardie  en binôme avec Isabelle de Waziers . Il est chargé de  l'autonomie des personnes âgées ou handicapées.

### 3evice-présidente
Brigitte Lhomme(DVD) est née le 26 juillet 1960. Elle est maire de Rouvrel de 2001 à 2010, mandat qu'elle quitte pour cause de cumul de mandat avec sa fonction de conseillère régionale de Picardie, de 2010 à 2015, et de conseillère générale du canton d'Ailly-sur-Noye de 2001 à 2015. Elle se représente à ces deux élections, et est réélue, respectivement conseillère régionale des Hauts-de-France  et conseillère départementale du canton d'Ailly-sur-Noye, en binôme avec Pascal Bohin . Elle est chargée  des infrastructures départementales.

### 4evice-président
Stéphane Decayeux'(LR) est né le 8 janvier 1967.  Dans un premier temps, adjoint au maire d'Abbeville, Joël Hart de 2001 à 2008, il rejoint l'opposition lors du mandat de Nicolas Dumont. Il se représente en 2014 mais ne réussit pas à prendre la mairie, il reste alors dans l'opposition et siège à la Communauté d'agglomération de la Baie de Somme. En 2015, il est élu sur le canton d'Abbeville-1 en binôme avec Carole Bizet. Il est chargé de l'innovation départementale .
En 2017, il se présente aux élections législatives, mais est éliminé dès le premier tour avec 13,38 % des voix.
En 2020, il se présente aux élections municipales à Abbeville sur la liste Aurélien Dovergne mais n'est pas réélu au conseil municipal.

### 5evice-présidente
Françoise Maille-Barbare(DVD) est née le 17 novembre 1950. Elle est maire de Rosières-en-Santerre. et déléguée  communautaire et membre du bureau de la Communauté de communes Terre de Picardie. Elle est élue sur le canton de Moreuil en binôme avec Pierre Boulanger, en 2015]. Elle est chargée des collèges et de la réussite scolaire, puis lors du décès de ce dernier avec José Sueur.

### 6evice-présidente
Hubert de Jenlis(UDI) est né le 5 juillet 1968.  Agent d'assurance de profession, il est élu pour la première fois, sur le canton d'Amiens-6-Sud en 2008 et est réélu en 2015 sur le canton d'Amiens-6, en binôme avec France Fongeuse. Il est chargé des finances et du fonctionnement du département.
En 2017, il se présente aux élections législatives mais échoue au premier tour avec 10,11% des voix .
Il est élu aux élections municipales de 2020 sur la liste de Brigitte Fouré et en devient le premier adjoint, il est par ailleurs élu communautaire à Amiens Métropole

### 7evice-présidente
Isabelle de Waziers (LR) est née le 14 juin 1947. Elle est maire de  Lignières-en-Vimeu depuis 1995 et vice-présidente de la Communauté de communes Somme Sud-Ouest depuis 2017.   Elle a été présidente de la Communauté de communes de la Région d'Oisemont de 2014 à 2016 et conseillère générale sur le canton Oisemont de 2014 à 2015. Elle est élue sur le canton de Poix-de-Picardie en binôme avec Marc Dewaele. Elle est chargée de l'insertion et du retour à l'emploi.

### 8evice-président
Philippe Varlet(LR) est né le 21 juin 1958. Chef de projet de profession, il devient adjoint au maire de Péronne à l'occasion des élections municipales de 2014, mandat qu'il obtient jusqu'aux élections municipales de 2020. Il est élu sur le canton de Péronne en binôme avec Séverine MordacqC. Il est chargé du développement des territoires lié au projet de Canal Seine Nord Europe et N.T.I.C.
En 2017, il devient vice-président de  la Communauté de communes de la Haute-Somme, mandat qu'il détient jusqu'en 2020.

### 9evice-présidente
Virginie Caron-Decroix(UDI) est née le 1er novembre 1977. Elle est conseillère municipale d' Albert et conseillère communautaire (vice-présidente)  de la  Communauté de communes du Pays du Coquelicot. Elle est élue sur le  canton d'Albert avec Franck Beauvarlet.Elle est chargée de la protection de l'enfance.

### 10evice-président
Franck Beauvarlet(UDI) est né le 21 avril 1964.  il devient  maire de Méricourt-sur-Somme à l'occasion des élections municipales de 2014. À la suite de la fusion des communes de Méricourt et d'Étinehem, il devient maire d'Étinehem-Méricourt en janvier 2017. Il est également vice-président  de la  Communauté de communes du Pays du Coquelicot. Il est élu sur le canton d'Albert en binôme avec Virginie Caron-Decroix<. Il est chargé de l'attractivité du territoire, développement agricole et touristique.

### 11evice-présidente
Sabrina Holleville-Milhat (LR) est née le 2 novembre 1969. Elle est conseillère municipale d' Huchenneville et conseillère communautaire  de la  Communauté de communes du Vimeu jusqu'en 2020. Elle a été de 2014 à 2016, présidente de la Communauté de communes du Vimeu Vert. Elle est élue sur le canton d'Abbeville-2 avec Stéphane Haussoulier. Elle est chargée des actions sportives et culturelles.

### 12evice-président
Pascal Bohin (DVD) est né le 24 septembre 1965.  Il est maire de Conty depuis 2014 et vice-président de la Communauté de communes Somme Sud-Ouest. Il est élu sur le canton d'Ailly-sur-Noye avec Brigitte Lhomme . Il est chargé du développement territorial local et de la protection de l’environnement.

## Élus par groupe politique

### Somme droite et indépendante
Ce groupe compte 15 membres (9 LR, 5 DVD, 1 UDI)  dont le président et certains vice-présidents auxquels viennent se rajouter les élus ci-dessous. 
Ce groupe est coprésidé par Margaux Délétré et Isabelle de Waziers.

#### Margaux Délétré
Margaux Délétré (LR) est conseillère municipale d'Amiens et vice-présidente de la Communauté d'agglomération Amiens Métropole. Elle est élue sur le canton d'Amiens-7, avec Olivier Jardé.

#### Laurent Somon
Laurent Somon ' (LR) est né le 28 décembre 1957. Vétérinaire de profession, il est élu maire de Bernaville en 2001. La même  année, il assume la vice-présidence de la Communauté de communes du Bernavillois et est élu conseiller général sur le canton de Bernaville. Il prend la présidence de la communauté de communes en 2008, année de sa réélection à la mairie de Bernaville. En 2015, il se présente sur le canton de Doullens, en tandem avec Christelle Hiver où ils sont élus face au FN.  Il prend la présidence du département à la suite de Christian Manable.
En 2017, à la suite de la réorganisation voulue par la Loi NOTRE, engendrant la disparition de certaines intercommunalités, dont la Communauté de communes du Bernavillois, il est élu à la tête  de la nouvelle intercommunalité Communauté de communes du Territoire Nord Picardie.  Il est également premier adjoint au maire de Bernaville.
Il est élu sénateur en septembre 2020 et se voit contraint de démissionner de ses mandats locaux à l'exception de son mandat de conseiller départemental.

#### Carole Bizet
Carole Bizet (LR) est élue sur le canton d'Abbeville-1 avec Stéphane Decayeux. Elle est également conseillère municipale de Ponthoile.

#### José Sueur
José Sueur (UDI) devient conseiller départemental à la suite du décès de Pierre Boulanger. Il est également conseiller régional des Hauts de France.

#### Maryline Ducrocq
Maryline Ducrocq (LR) est élue sur le canton de Friville-Escarbotin avec Emmanuel Noiret.

#### Emmanuel Noiret
Emmanuel Noiret (DVD) est conseiller municipal de Cayeux-sur-Mer depuis 2014. Il est  conseiller départemental du canton de Friville-Escarbotin, en 2017, en remplacement d'Emmanuel Maquet et devient ainsi le binôme de Maryline Ducrocq.

#### Séverine Mordacq
Séverine Mordacq(UDI) est maire de Villers-Faucon depuis 2014 et conseillère communautaire de la Communauté de communes de la Haute-Somme. Elle est élue sur le canton de Péronne avec Philippe Varlet.

#### France Fongueuse
France Fongueuse(UDI) est élue sur le canton d'Amiens-6avec Hubert de Jenlis.

#### Claude Hertault
Claude Hertault (UDI) est maire de Nampont de 2001 à 2020 puis conseiller municipal et président de la Communauté de communes Ponthieu-Marquenterre. Il est élu sur le canton de Rue avec Jocelyne Martin.

#### Jocelyne Martin
Jocelyne Martin (UDI) est  maire de Saint-Riquier depuis les élections municipales de 2020 et conseillère communautaire de la Communauté de communes Ponthieu-Marquenterre. Elle est élue sur le canton de Rue avec Claude Hertault.

#### Olivier Jardé
Olivier Jardé (UDI): Député de 2002 à 2012, il perd son siège face à Barbara Pompili. Il retente sa chance en 2017 mais est éliminé dès le premier tour. Il a également été conseiller général sur le canton de Boves de 1994 à 2015. Il est actuellement adjoint au maire d'Amiens et conseiller communautaire de la Communauté d'agglomération Amiens Métropole . Il est élu sur le canton d'Amiens-7 avec Margaux Délétré.

#### Didier Potel
Didier Potel (DVD) est maire de Marchélepot depuis 2001 et est conseiller communautaire de la Communauté de communes Terre de Picardie. Il est élu sur le canton d'Ham avec Françoise Ragueneau.
À la suite de la fusion des communes de Marchélepot et Misery, il devient maire de Marchélepot-Misery en 2019.

#### Françoise Ragueneau
Françoise Ragueneau (UDI) est maire de Quivières depuis 2008 et est conseillère communautaire de la Communauté de communes de l'Est de la Somme. Elle est élue sur le canton d'Ham avec Didier Potel.

### Somme à gauche
Ce groupe est présidé par Francis Lec et compte 9 élus.

#### Francis Lec
Francis Lec(DVG) est élu sur le canton d'Amiens-2 avec Zohra Darras. Il a été conseiller régional de Picardie et conseiller général du canton d'Amiens-8-Nord.

#### Zohra Darras
Zohra Darras (PS) est élue sur le canton d'Amiens-2 avec Francis Lec. Elle est conseillère municipale d'Allonville.

#### Catherine Bénédini
Catherine Bénédini (PS) est maire d'Ailly-sur-Somme depuis 2014 et est vice-présidente de la Communauté de communes Nièvre et Somme. Elle est élue sur le canton d'Ailly-sur-Somme avec Jean-Jacques Stoter.

#### Jean-Jacques Stoter
Jean-Jacques Stoter (PRG) est maire de Briquemesnil-Floxicourt depuis 2001 et est  vice-président de la Communauté de communes Somme Sud-Ouest. Il est élu sur le canton d'Ailly-sur-Somme avec Catherine Bénédini. Il a été conseiller général du canton de Molliens-Dreuil de 2004 à 2015, succédant à Jean Dhalluin.

#### Frédéric Delohen
Frédéric Delohen(PS) est maire d'Hallencourt depuis 2014 et est Conseiller communautaire de la Communauté d’agglomération de la Baie de Somme.  Il devient conseiller départemental de Gamaches, à la suite du décès de Bernard Davergne.

#### Pascal Delnef
Pascal Delnef (PS) est maire de Roye depuis 2017 et est Conseiller communautaire à la Communauté de communes du Grand Roye. Il est élu sur le canton de Roye avec Catherine Quignon.

#### Catherine Quignon
Catherine Quignon (PS) est maire de Montdidier et est conseillère communautaire de la Communauté de communes du Grand Roye. Elle est élue sur le canton de Roye avec Pascal Delnef. Elle a été maire de Montdidier de 2001 à 2014 et conseillère générale du canton éponyme de 1998 à 2015. 

#### Jean-Louis Piot
Jean-Louis Piot(PS) est adjoint au maire de Camon depuis 2001. Il est élu sur le canton d'Amiens-4 avec Nathalie Marchand. Il est membre du PS depuis 1999. Il a été conseiller général sur le canton d'Amiens-4-Est de 2001 à 2015.
Il est également conseiller communautaire à Amiens Métropole.

#### Nathalie Temmermann
'Nathalie Temmermann(PS) est élue sur le canton de Flixecourt avec René Lognon.

### Parti communiste français
Ce groupe est présidé par Jean-Claude Renaux et compte 4 membres.

#### Jean-Claude Renaux
Jean-Claude Renaux (PCF) est maire de Camon depuis 2001 et est vice-président de la Communauté d'agglomération Amiens Métropole.
Il est élu sur le canton d'Amiens-3 avec Marion Lepreslet.

#### Nathalie Marchand
Nathalie Marchand (PCF) est conseillère municipale de Longueau. Elle est élue sur le canton d'Amiens-4 avec Jean-Louis Piot .
Elle est également conseillère communautaire à Amiens Métropole.

#### René Lognon
René Lognon (PCF) est adjoint au maire de Flixecourt et est président de la Communauté de communes Nièvre et Somme. Il est élu sur le canton de Flixecourt avec Nathalie Temmermann. Il a été conseiller général sur le canton de Picquigny de 1994 à 2015, succédant à René Régnier. Il a également été maire de Flixecourt de 1989 à 2016.  Il fut président de la Communauté de communes du Val de Nièvre et environs jusqu'à sa disparition en décembre 2016.

#### Dolorès Esteban
Dolorès Esteban (FG) est élue sur le canton Amiens-1 avec Claude Chaidron, puis à la suite de la démission de ce dernier avec Cédric Maisse.

### Élus Écologistes
Ce groupe compte 4 membres et a pour co-présidente Blandine Denis et Delphine Damis-Fricourt.

#### Philippe Casier
Philippe Casier (Génération.s) est élu sur le canton d'Amiens-5 avec Blandine Denis.
En 2017, il est candidat aux élections législatives mais est éliminé dès le premier tour avec 5,72 % des voix .

#### Marion Lepresle
Marion Lepresle (EELV) est conseillère municipale d'Amiens et conseillère communautaire à  la Communauté d'agglomération Amiens Métropole. Elle est élue sur le canton d'Amiens-3 avec Jean-Claude Renaux . 
Depuis 2020, elle n'a plus ses mandats municipaux et communautaires.

#### Blandine Denis
Blandine Denis (EELV) est élue sur le canton d'Amiens-5 avec Philippe Casier.

#### Delphine Damis-Fricourt
Delphine Damis-Fricourt (Génération.s)  est élue sur le canton de Gamaches avec Bernard Davergne, puis à la suite du décès de celui-ci avec Fédéric Delohen.

### Rassemblement National
Ce groupe compte 2 membres et est dirigé par Patricia Wybo.

#### Patricia Wybo
Patricia Wybo(DLF) : Elle est conseillère municipale de La Vicogne. Elle est élue sur le canton de Corbie avec Alex Gaffez.
Elle se présente aux élections législatives, mais est éliminée dès le premier tour avec 2,57% des voix .

#### Alex Gaffez
Alex Gaffez (RN) : Il est élu sur le canton de Corbie avec Patricia Wybo .

## Non-inscrit
Cédric Maisse (NI): Il succède à Claude Chaidron, à la suite de sa démission. 